# 多瑙河足球俱乐部
多瑙河足球俱乐部（西班牙語：Danubio Fútbol Club，又译达努比奥或达奴比奥足球俱乐部），是乌拉圭首都蒙得维的亚的一个足球俱乐部。该球队目前是乌拉圭国内实力最强的球队之一，现参加乌拉圭足球甲级联赛，得名于流经保加利亚的河流（Danube）。

## 历史
1932年3月1日，出生于保加利亚的两兄弟—米格爾（Miguel Lazaroff，原名米哈爾）及胡安·拉扎羅夫（Juan Lazaroff，原名伊凡）成立了多瑙河足球俱乐部。

## 著名球员
曾效力该队的著名球员有：
- 鲁本·索萨，乌拉圭籍，1982–1985年效力
- ，乌拉圭籍，2006–2007年效力
- ，乌拉圭籍，2012–2013年效力
- ，乌拉圭籍，1991–1994年效力青年队